# If Only
If Only är en amerikansk film från 2004, i regi av Gil Junger. Huvudrollerna spelas av Jennifer Love Hewitt och Paul Nicholls. Filmen släpptes på DVD den 12 juli 2006 i Sverige. Filmen är tillåten från 15 år.

## Handling
Den mycket begåvade musikern Samantha (Jennifer Love Hewitt) älskar sin pojkvän Ian (Paul Nicholls) så mycket fastän han är alltid sätter arbetet först framför allt annat. Hon är en romantiker han är en realist. Hon tror på ödet han tror på hårda fakta. Men en dag förändras detta Samantha råkar ut för en olycka. Då inser Ian först när han har förlorat henne att hon var det viktigaste i hans liv hela tiden. Ödet vill att Ian får en chans till att ställa saker till rätta. Frågan är bara om han kommer att göra de rätta valen och om det är möjligt att ändra på ödet.

## Tagline
What if you could turn back time?

## Rollista (i urval)
- Samantha "Sam" Andrews - Jennifer Love Hewitt
- Ian Wyndham - Paul Nicholls
- Taxi chauffören - Tom Wilkinson
- Claire - Diana Hardcastle
- Lottie - Lucy Davenport